# 우리손 공간
일반위상수학에서 우리손 공간(Урысон空間, 영어: Urysohn space) 또는 T2½ 공간(T2½空間, 영어: T2½ space)은 분리공리의 일부로 다뤄지는 특정한 성질을 만족하는 위상 공간이다. 소비에트 연방의 위상수학자 파벨 사무일로비치 우리손의 이름이 붙어 있다.

## 정의
다음 조건을 만족시키는 위상 공간 {\displaystyle X}를 우리손 공간이라고 한다.:219
- 임의의 두 점 {\displaystyle a,b\in X}은 폐포가 서로 겹치지 않는 열린 근방을 갖는다. 즉, {\displaystyle E\cap F=\varnothing }인 닫힌 근방 {\displaystyle E\ni a}, {\displaystyle F\ni b}가 존재한다.

위상 공간 {\displaystyle X}에 대하여, 다음 두 조건이 서로 동치이며, 이를 만족시키는 {\displaystyle X}를 완비 하우스도르프 공간(영어: completely Hausdorff space)이라고 한다.
- 임의의 두 점 {\displaystyle a,b\in X}에 대하여, {\displaystyle f(a)=0}, {\displaystyle f(b)=1}인 연속 함수 {\displaystyle f\colon X\to [0,1]}가 존재한다. 즉, 스톤-체흐 콤팩트화로 가는 자연스러운 연속 함수 {\displaystyle X\to \beta X}는 단사 함수이다.
- 임의의 두 서로소 콤팩트 집합 {\displaystyle K,K'\subseteq X}에 대하여, {\displaystyle f(K)=\{0\}}, {\displaystyle f(K')=\{1\}}인 연속 함수 {\displaystyle f\colon X\to [0,1]}가 존재한다.

증명:
모든 한원소 집합은 콤팩트 집합이므로, 두 번째 조건은 자명하게 첫 번째 조건을 함의한다. 반대로, 위상 공간 {\displaystyle X}의 임의의 두 점이 연속 함수로 분리된다고 가정하고, 두 콤팩트 집합 {\displaystyle K,K'\subseteq X}이 주어졌으며, {\displaystyle K\cap K'=\varnothing }이라고 하자. 각 {\displaystyle a\in K} 및 {\displaystyle b\in K'}에 대하여, {\displaystyle f_{ab}(a)=0}, {\displaystyle f_{ab}(b)=0}인 연속 함수 {\displaystyle f_{ab}\colon X\to [0,1]}를 취하자. 그렇다면 {\displaystyle K'}의 {\displaystyle X}에서의 열린 덮개 {\displaystyle \{f_{ab}((1/2,1])\colon b\in K\}}는 유한 부분 덮개
{\displaystyle \{f_{ab_{1}}((1/2,1]),f_{ab_{2}}((1/2,1]),\dotsc ,f_{ab_{n}}((1/2,1])\}}
를 갖는다. 그렇다면 연속 함수
{\displaystyle f_{a}=2\min\{f_{ab_{1}},f_{ab_{2}},\dotsc ,f_{ab_{n}},1/2\}\colon X\to [0,1]}
는 {\displaystyle f_{a}(a)=0}, {\displaystyle f_{a}(K')=\{1\}}을 만족시킨다. 마찬가지로, {\displaystyle K}의 {\displaystyle X}에서의 열린 덮개 {\displaystyle \{f_{a}([0,1/2))\colon a\in K\}}는 유한 부분 덮개
{\displaystyle \{f_{a_{1}}([0,1/2)),f_{a_{2}}([0,1/2)),\dotsc ,f_{a_{n}}([0,1/2))\}}
를 가지며, 연속 함수
{\displaystyle f=2\max\{f_{a_{1}},f_{a_{2}},\dotsc ,f_{a_{n}},1/2\}-1\colon X\to [0,1]}
는 {\displaystyle f(K)=\{0\}}, {\displaystyle f(K')=\{1\}}을 만족시킨다.

## 성질

### 함의 관계
일반적으로, 다음과 같은 포함 관계가 성립한다.
티호노프 공간(T3½) ⊆ 정칙 하우스도르프 공간(T3) ⊆ 우리손 공간(T2½) ⊆ 하우스도르프 공간(T2):219
티호노프 공간(T3½) ⊆ 완비 하우스도르프 공간 ⊆ 우리손 공간(T2½) ⊆ 하우스도르프 공간(T2)
하지만 정칙 하우스도르프 공간과 완비 하우스도르프 공간 사이에는 직접적인 함의 관계가 성립하지 않는다.

### 범주론적 성질
우리손 공간과 연속 함수들은 범주 {\displaystyle \operatorname {Ury} }를 이룬다. 이 범주는 다음 성질들을 만족시킨다.
- 우리손 공간의 전사 사상 {\displaystyle f\colon X\to Y}은 상 {\displaystyle f(X)}으로부터 닫힌 근방들의 교집합을 취하는 연산을 초한 번 반복하면 공역 {\displaystyle Y}를 얻는 연속 함수이다 (즉, 스스로의 닫힌 근방들의 교집합인 {\displaystyle f(X)\subseteq B\subseteq Y}는 {\displaystyle B=Y}밖에 없어야 한다).[2]:238, Lemma 4
- 쌍대 정멱 범주가 아니다.[2]:240, Corollary 7

이를 증명한 저자는 다음과 같이 평했다.
| “ | 우리손 공간은 하우스도르프 공간과 위상수학적으로 크게 다르지 않다. 이러한 사소한 차이는 [더 이상 쌍대 정멱 범주가 아니라는] 큰 결과를 함의한다. 범주론적 위상수학자들은 범주 {\displaystyle \operatorname {Haus} }가 좋은 성질을 가지는 것을 다행으로 알아야 한다. Urysohn spaces do not differ very much from Hausdorff spaces, topologically. These small differences imply large consequences. Categorical topologists should be happy about the well behaved category {\displaystyle \operatorname {Haus} }. | ” |
|   | — :241, Remark 8(c) |   |

## 같이 보기
- 하우스도르프 공간
- 정칙 공간
- 티호노프 공간